# James Needles
James R. « Jimmy » Needles, né le 3 mars 1900 à Tacoma, dans l'État de Washington, mort le 22 juillet 1969, est un ancien joueur et entraîneur américain de basket-ball. Il est également entraîneur de football américain.

## Palmarès
- Champion olympique 1936